# Lachlan Kennedy
Lachlan Kennedy (* 4. November 2003 in London, Vereinigtes Königreich) ist ein australischer Leichtathlet, der sich auf den Sprint spezialisiert hat. 2025 wurde er in Nanjing Vizehallenweltmeister im 60-Meter-Lauf.

## Sportliche Laufbahn
Erste internationale Erfahrungen sammelte Lachlan Kennedy im Jahr 2022, als er bei den U20-Ozeanienmeisterschaften in Mackay in 21,52 s die Bronzemedaille im 200-Meter-Lauf gewann und über 100 Meter in 10,57 s den vierten Platz belegte. Zudem gewann er mit der australischen 4-mal-100-Meter-Staffel in 40,05 s die Goldmedaille. Anschließend kam er mit der Staffel bei den U20-Weltmeisterschaften in Cali im Vorlauf nicht ins Ziel. Im Jahr darauf gewann er bei den Pazifikspielen in Honiara in 10,49 s die Silbermedaille im 100-Meter-Lauf hinter seinem Landsmann Calab Law. 2024 nahm er mit der Staffel an den Olympischen Sommerspielen in Paris teil und verpasste dort mit neuem Ozeanienrekord von 38,12 s den Finaleinzug. Im Januar 2025 stellte er mit 6,43 s einen neuen Ozeanienrekord im 60-Meter-Lauf auf und gewann dann im März bei den Hallenweltmeisterschaften in Nanjing in 6,50 s die Silbermedaille hinter dem Briten Jeremiah Azu.

## Persönliche Bestzeiten
- 100 Meter: 10,03 s (+1,1 m/s), 1. März 2025 in Perth
  - 60 Meter: 6,43 s, 25. Januar 2025 in Canberra (Ozeanienrekord)
- 200 Meter: 20,93 s (+1,7 m/s), 21. April 2023 in Gold Coast